# Katie Bouman
Pour les articles homonymes, voir Bouman.
Katherine Bouman, dite Katie Bouman, est une informaticiennne et universitaire américaine, née le 9 mai 1989 à West Lafayette dans l'Indiana. Enseignante-chercheuse au California Institute of Technology et spécialiste en traitement de l'image, elle est connue pour sa contribution à la production de la première visualisation d'un trou noir à partir des données de l'Event Horizon Telescope.

## Biographie

### Formation
Katherine Louise Bouman est née dans l'Indiana. Elle entend pour la première fois parler de l'Event Horizon Telescope durant ses études secondaires à West Lafayette. Elle étudie le génie électrique à l'université du Michigan, et obtient son diplôme de baccaulauréat universitaire en 2011, avec mention honorifique summa cum laude. 
Bouman reçoit une bourse de la National Science Foundation pour poursuivre ses recherches au Haystack Observatory du MIT. Son mémoire de maîtrise, soutenu en 2013 au MIT, Estimating Material Properties of Fabric through the observation of Motion, est couronné du prix Ernst Guillemin qui récompense les meilleurs travaux universitaires. Elle soutient en 2017 une thèse de doctorat au MIT, intitulée Extreme imaging via physical model inversion: seeing around corners and imaging black holes, sous la direction de William T. Freeman (en). Katie Bouman intègre l'Université Harvard pour un travail post-doctoral dans l'équipe d'imagerie de l'Event Horizon Telescope,,.
En 2017, Katie Bouman donne une conférence TED, intitulée How to Take a Picture of a Black Hole,.

### Recherches et carrière
À partir de 2016, Katie Bouman est responsable au MIT d'un algorithme de reconstitution de la première image d'un trou noir,, baptisé CHIRP (Continuous High-Résolution Image Reconstruction using Patch priori), traitant quatre pétaoctets de données collectés par huit radiotélescopes dans le monde.
L'observation d'un trou noir est rendue possible par la théorie selon laquelle les trous noirs peuvent être détectés comme des « ombres » apparaissant sur l'arrière-plan formé par les gaz chauds en rotation rapide autour d'eux. Lors d'une Conférence TED en 2016, elle prédit des résultats prometteurs bien qu’elle ait « commencé ce projet sans connaissance en astrophysique » et la difficulté de restituer une image « réaliste » sans avoir de modèle de référence.

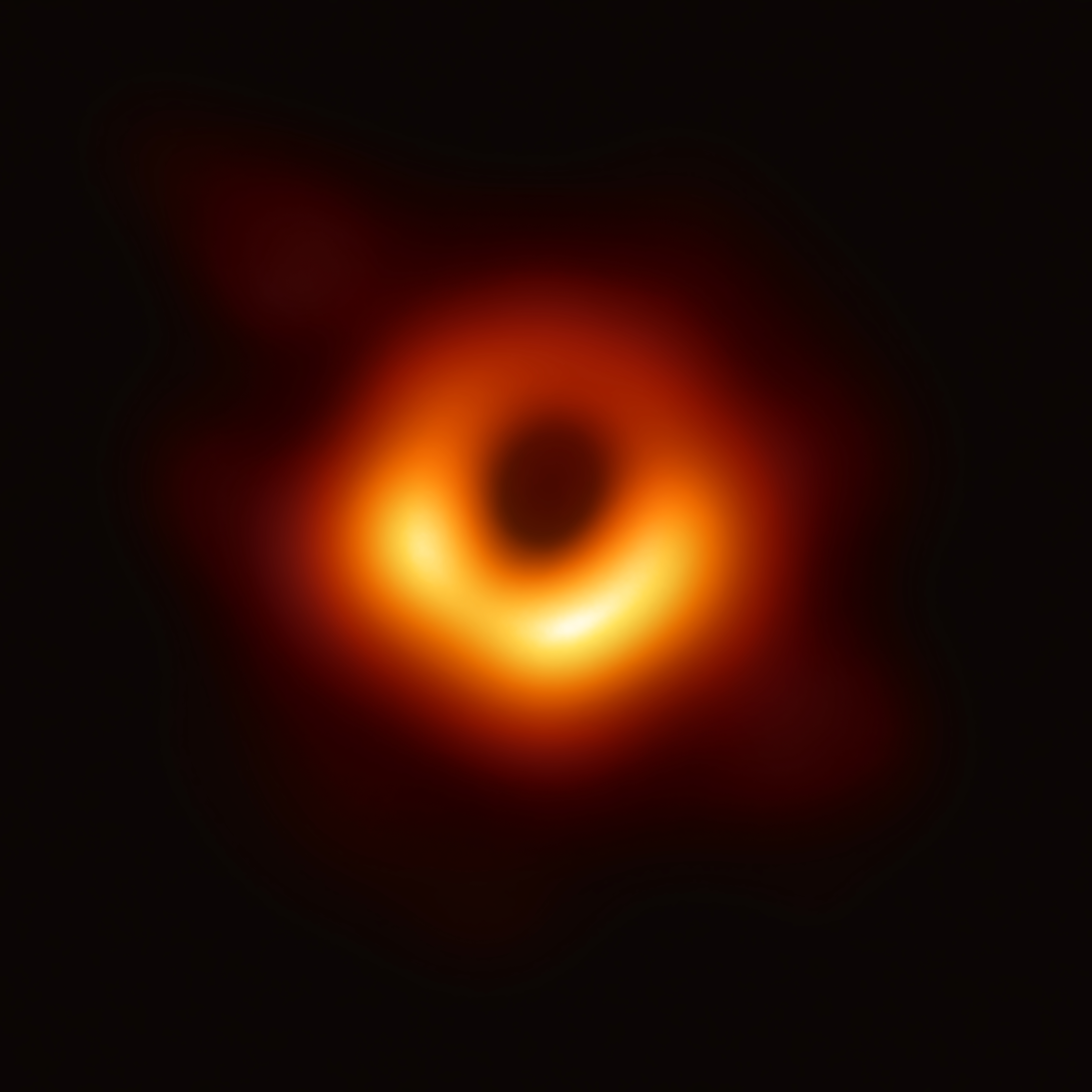
Image du trou noir M87* obtenue par l'équipe de Katie Bouman.
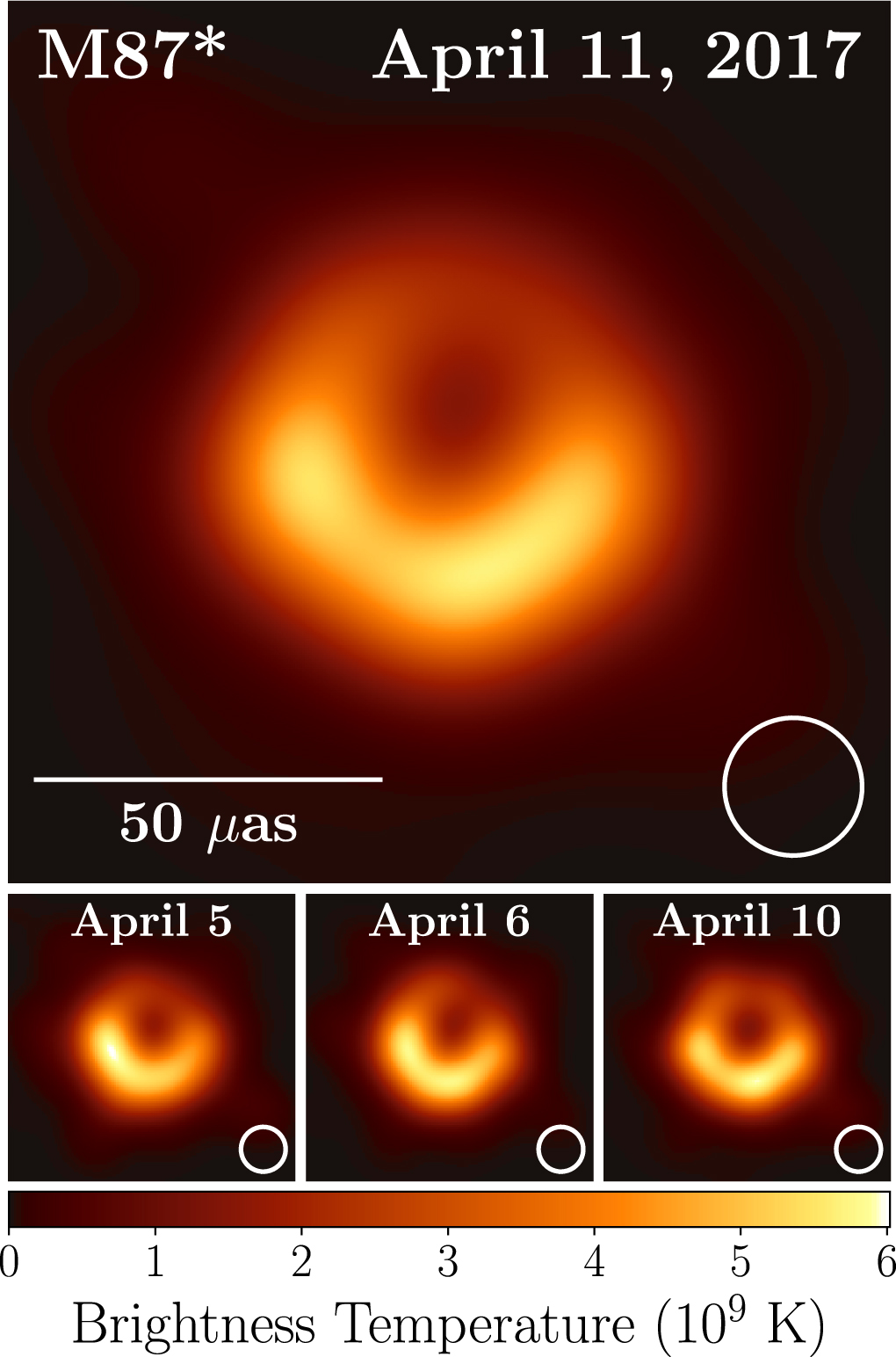
Autres images obtenues lors de la même campagne de l'Event Horizon Telescope.

#### Médiatisation et polémiques
L'image du trou noir est présentée publiquement en avril 2019. Une photo de Katie Bouman découvrant le résultat sur son ordinateur un an auparavant devient alors virale. Elle devient dans les jours qui suivent la figure la plus médiatisée au sein du groupe auquel elle participe, composé de 200 scientifiques ayant contribué à son élaboration dont environ 40 femmes,. Sa notoriété soudaine lui vaut de subir des attaques considérées comme misogynes,,, alors que son collègue Andrew Chael la défend et dénonce une « vendetta sexiste ».
Confrontée à sa soudaine célébrité et aux polémiques que cela engendre, Katie Bouman tient à souligner que « ce n'est pas un seul algorithme ni une seule personne qui a créé cette image, mais le talent incroyable d'une équipe de scientifiques provenant des quatre coins du globe et des années de travail acharné »,.

#### Autres activités
À la suite de la découverte, elle rejoint le California Institute of Technology comme professeure assistante en 2019, où elle fait des recherches en imagerie computationnelle,.
Elle est rédactrice pour Astronomy Now (en), un magazine britannique consacré à l'espace et à l'astronomie.

## Distinctions
L'astéroïde (291387) Katiebouman porte son nom.